# Кашуба, Владимир Несторович
Владимир Несторович Кашуба  (15 мая 1900 — 6 марта 1963) — советский генерал-лейтенант танковых войск (с 1944 года), участник Гражданской войны, Советско-финской войны, Великой Отечественной войны, Герой Советского Союза.

## Биография
Родился 15 мая 1900 года в селе Хоружевка в семье крестьянина. Отец — Емельян Павлович Ткаченко, погиб в годы Первой мировой войны. Мать с сыном выехала из Хоружевки на Кавказ. Через несколько лет вышла замуж за красного командира Нестора Кашубу. Он усыновил Владимира и сделал всё, чтобы он учился.
В 1912 году Владимир окончил начальную школу. С 1918 года в Красной армии. Участвовал в Гражданской войне.
В 1925 году окончил курсы усовершенствования командного состава ЛВО, а в 1935 году — Военную академию механизации и моторизации РККА. В 1936 году по окончании академии был откомандирован в Чехословакию в качестве военного атташе. В 1939 году в связи с началом Второй мировой войны был эвакуирован из Праги.
К 1940 году у Кашубы было три сына — Бронислав, Владимир, Игорь.

### Советско-финская война
В 1939—1940 годах участвовал в Советско-финской войне. В этой войне полковник Кашуба командовал 35-й легкотанковой бригадой.
30 ноября 1939 года на Карельском перешейке начались боевые действия. Войска 7-й армии приближались к главной полосе финской обороны — линии Маннергейма. 12 декабря 1939 года части и соединения 50-го стрелкового корпуса, преодолев зону заграждений, вышли к линии Маннергейма. Танкисты полковника Кашубы с честью выполнили поставленную перед ними боевую задачу. Вскоре 35-я танковая бригада была переброшена на Выборгское направление, в полосу расположения 123-й стрелковой дивизии. На 17 декабря было намечено общее наступление. В бою за высоту 65,5 в районе поселка Бабошино Кашуба был тяжело ранен, но продолжал руководить действиями личного состава подчинённого соединения. Только в конце дня его увезли в госпиталь. Ранение было тяжелое, и Кашубе ампутировали правую ногу.
За образцовое выполнение заданий командования, личную храбрость и отвагу Указом Президиума Верховного Совета СССР от 15 января 1940 года Владимиру Нестеровичу Кашубе было присвоено звание Героя Советского Союза. Соединение, которым он командовал, было награждено орденом Красного Знамени. 14 бойцам было присвоено звание Героя Советского Союза, около 450 человек награждены орденами. 4 июля 1940 года присвоено звание генерал-майор танковых войск.

### Великая Отечественная война
С началом Великой Отечественной войны по его многочисленным просьбам был возвращён в ряды Красной армии. Возглавлял Ульяновское танковое училище. В 1944 году Кашубе было присвоено воинское звание генерал-лейтенант танковых войск. Он отдавал все свои силы, знания и опыт подготовке офицеров-танкистов, которые на фронтах войны вносили большой вклад в дело разгрома фашистов.

### Послевоенная деятельность

Могила Кашубы на Введенском кладбище Москвы.

В послевоенный период Владимир Нестерович отдавал много сил подготовке офицерских кадров для Советской Армии ВС СССР. С 1946 по 1950 годы он начальник Харьковского танкового училища, начальник командного факультета Военной академии бронетанковых и механизированных войск.
Генерал-лейтенант ТВ В. Н. Кашуба много сил и энергии вложил в восстановление из руин Харькова. В то время район Холодной Горы не был связан с центром города общественным транспортом. Это создавало большие неудобства и жителям города, и личному составу училища. На одном из построений танкистов он выступил с призывом на добровольных началах помочь восстановить мост-путепровод через железнодорожные пути и ускорить прокладку трамвайных путей. На этот призыв откликнулись все солдаты, курсанты и офицеры училища. В результате упорного труда из центра города на Холодную гору двинулись первые трамваи, пассажирами которых были солдаты и курсанты.
С 1950 года генерал-лейтенант ТВ В. Н. Кашуба — в запасе. Жил в Москве. Скончался 6 марта 1963 года. Похоронен в Москве на Введенском кладбище, участок 19.

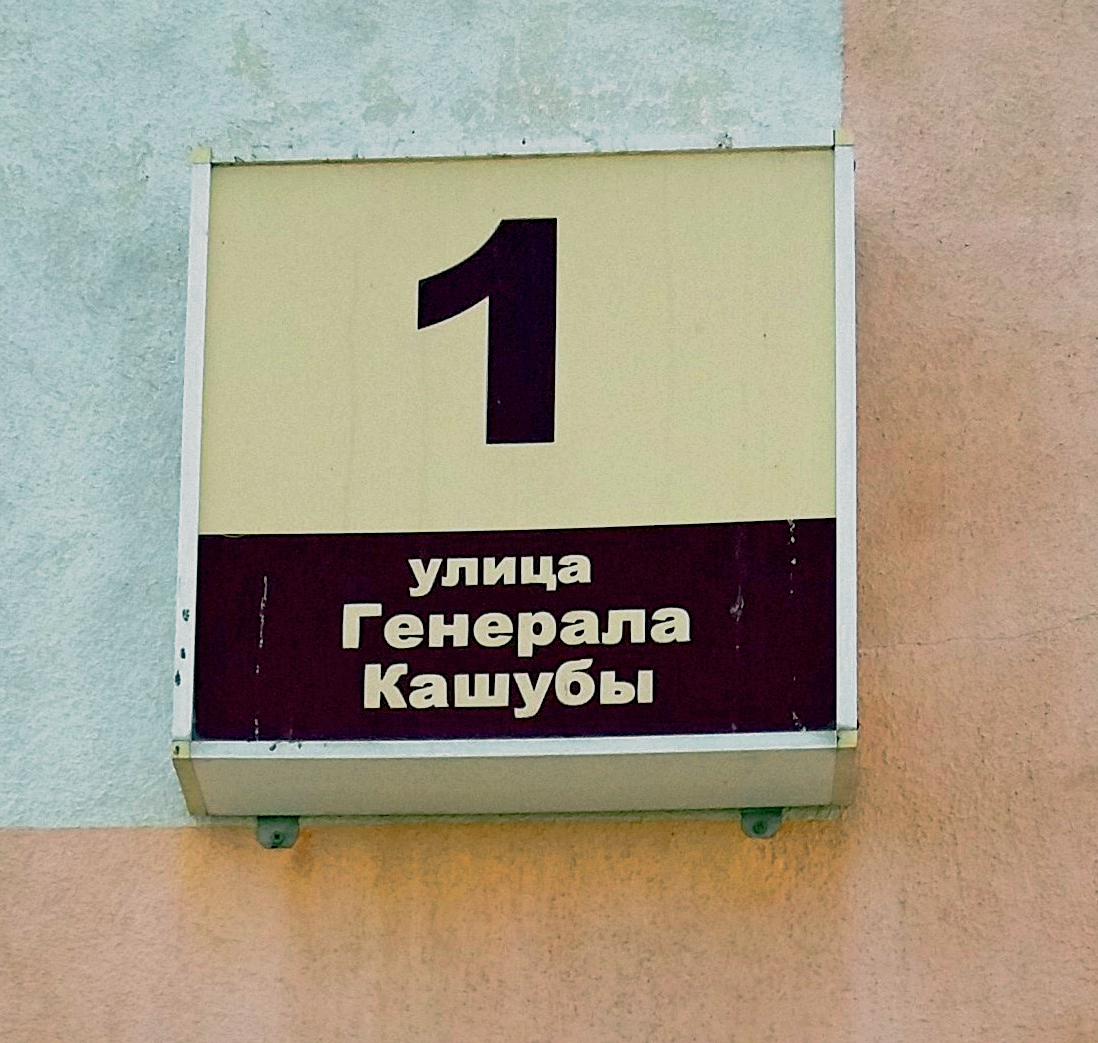
Аншлаг: «Улица Генерала Кашубы» (Ульяновск).

Приказом Министра обороны Союза ССР № 221, от 30 августа 1967 года, он зачислен навечно в списки первой роты гвардейского ордена Красной Звезды Харьковского высшего танкового командного училища имени Верховного Совета Украины.

## Награды
Награждён:
- медалью «Золотая Звезда» Героя Советского Союза;
- двумя орденами Ленина;
- тремя орденами Красного Знамени;
- орденом Красной Звезды;
- медалями.
- навечно зачислен в списки первой роты гвардейского ордена Красной Звезды Харьковского высшего танкового командного училища имени Верховного Совета Украины (приказ Министра обороны СССР № 221, от 30 августа 1967 года).

## Память
- В 1967 году Владимир Нестерович был зачислен навечно в списки первой роты гвардейского ордена Красной Звезды Харьковского высшего танкового командного училища имени Верховного Совета Украины[1].
- В 1982 году Министерство связи СССР выпустило почтовый конверт Герой СССР гвардии генерал-лейтенант В. Н. Кашуба[2].
- В 2010 году в Ульяновске появилась новая улица названная «улица Генерала Кашубы»[3].
- 11 июля 2018 года в Ульяновске на улице Генерала Кашубы торжественно открыли доску памяти Героя Советского Союза Владимира Кашубы[1][4].
- У Обелиска «30 лет Победы» в Ульяновске есть мемориальная доска с именем героя Кашубы.

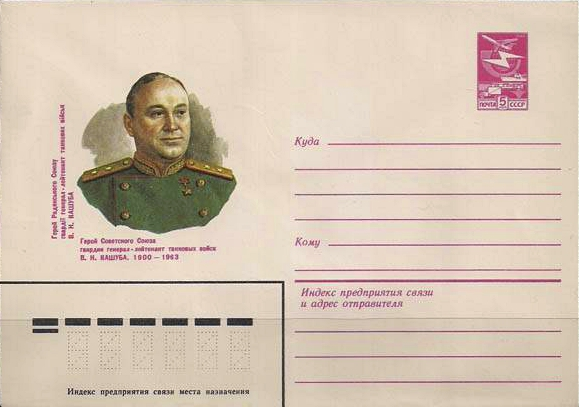
ХМК СССР, 1982. Герой СССР гвардии генерал-лейтенант В. Н. Кашуба.
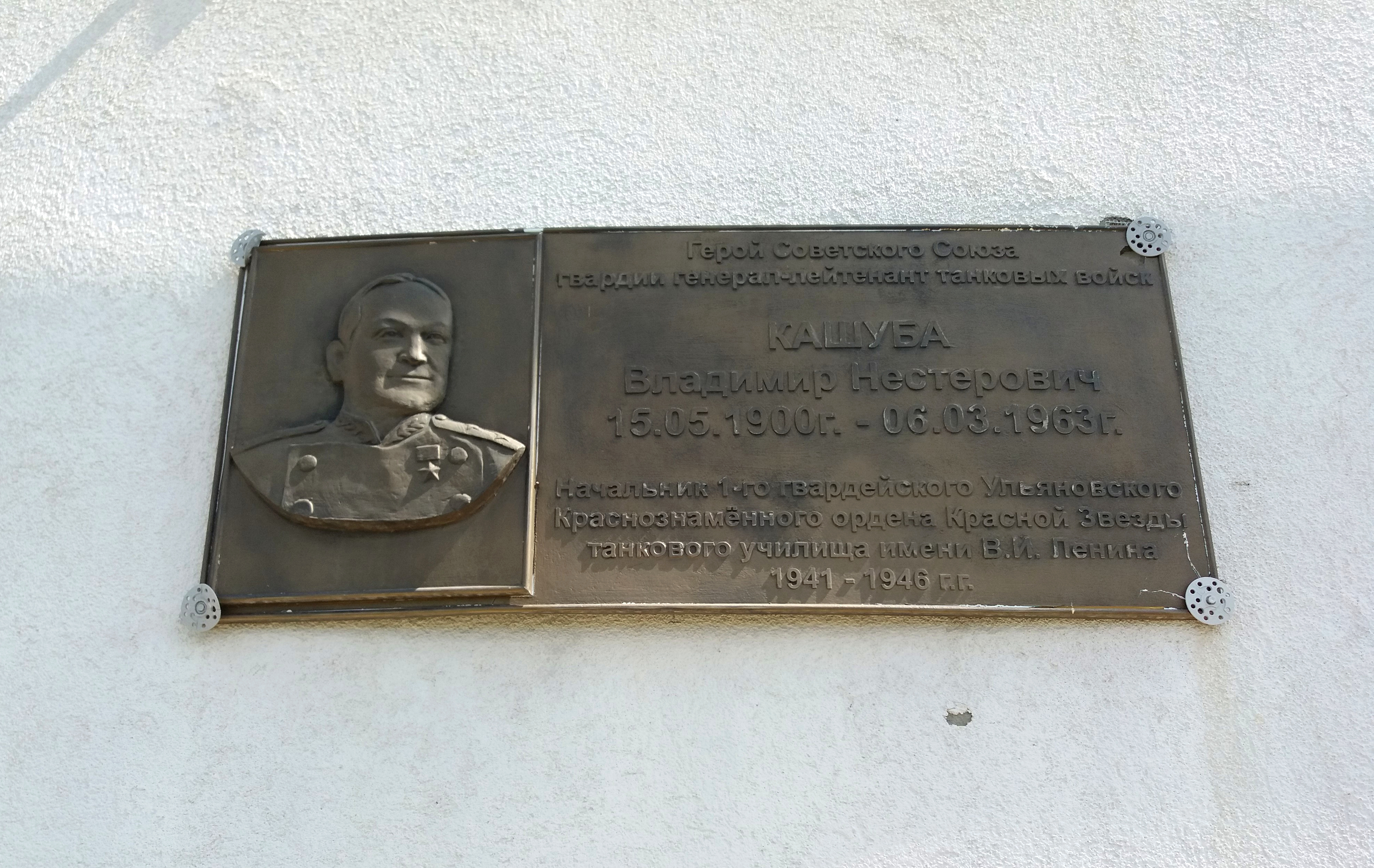
Мемориальная доска В. Н. Кашубе.
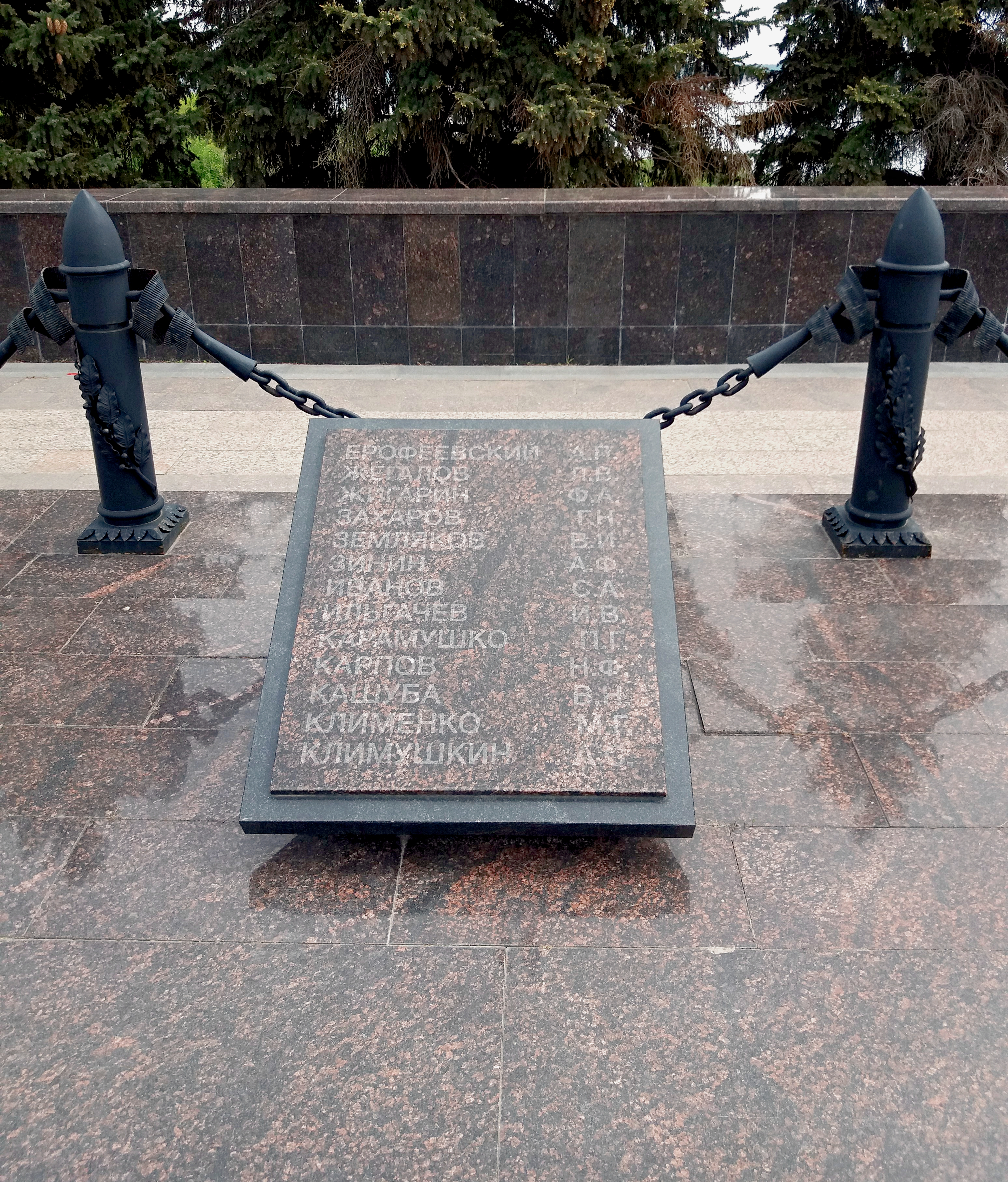
Мемориальная доска с именем Героя.